# Старые Чечкабы
Ста́рые Чечка́бы (тат. Иске Чәчкаб, İske Çäçqab) — село в Кайбицком районе Республики Татарстан. Входит в Большекайбицкое сельское поселение.

## География

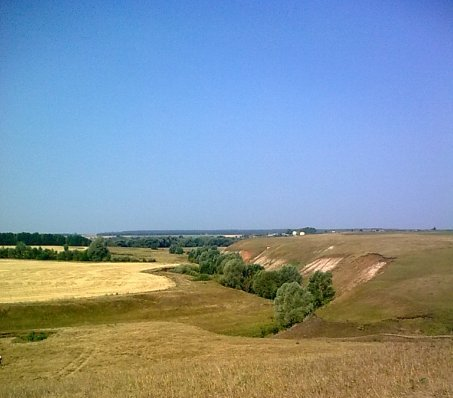

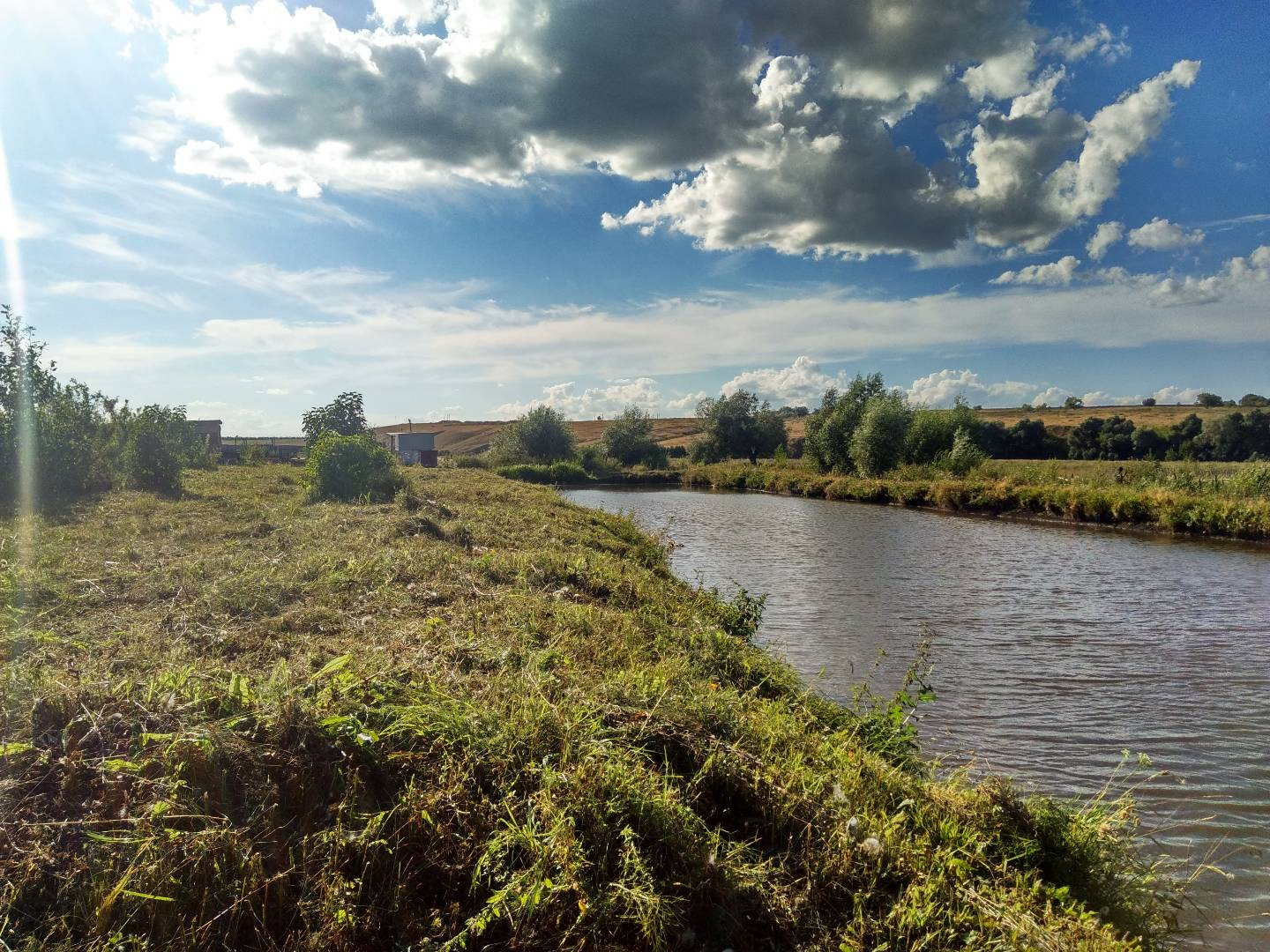

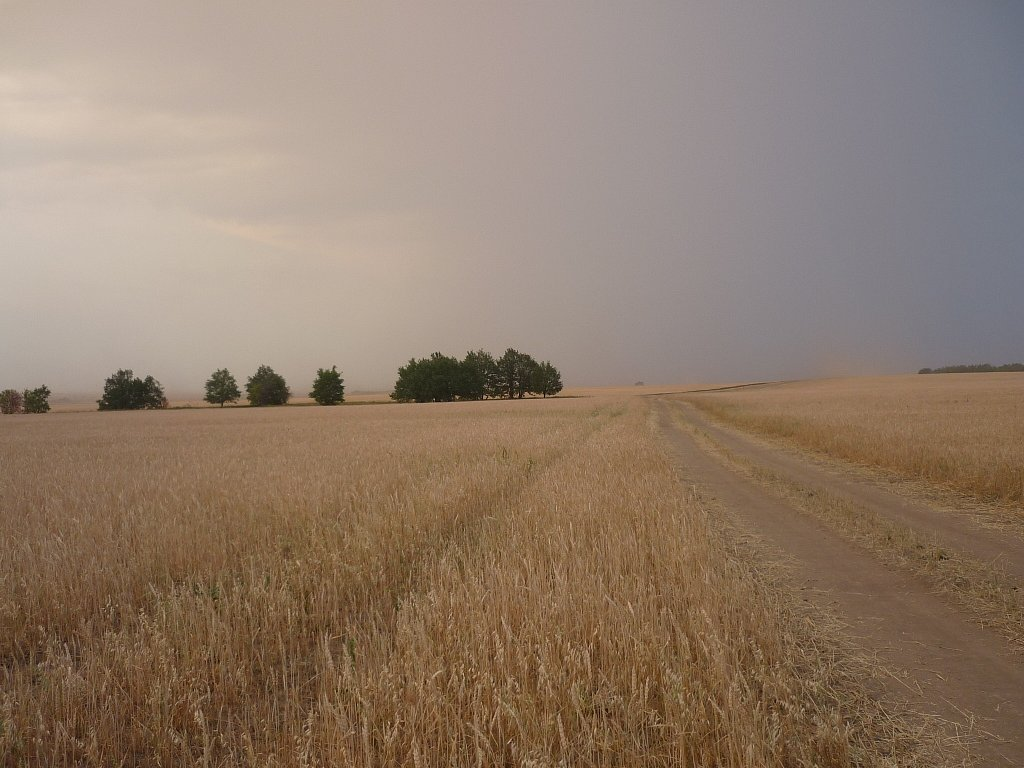

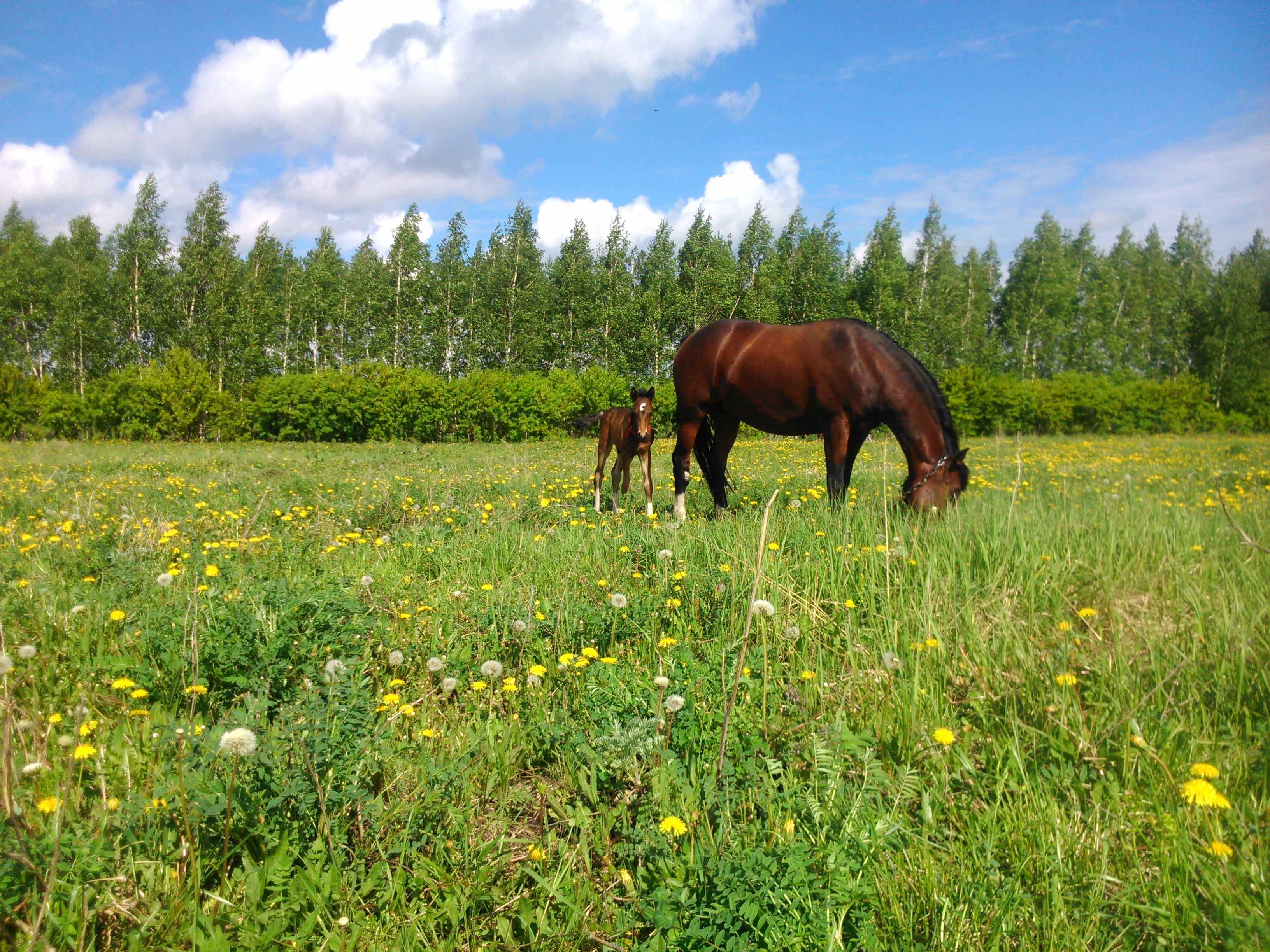

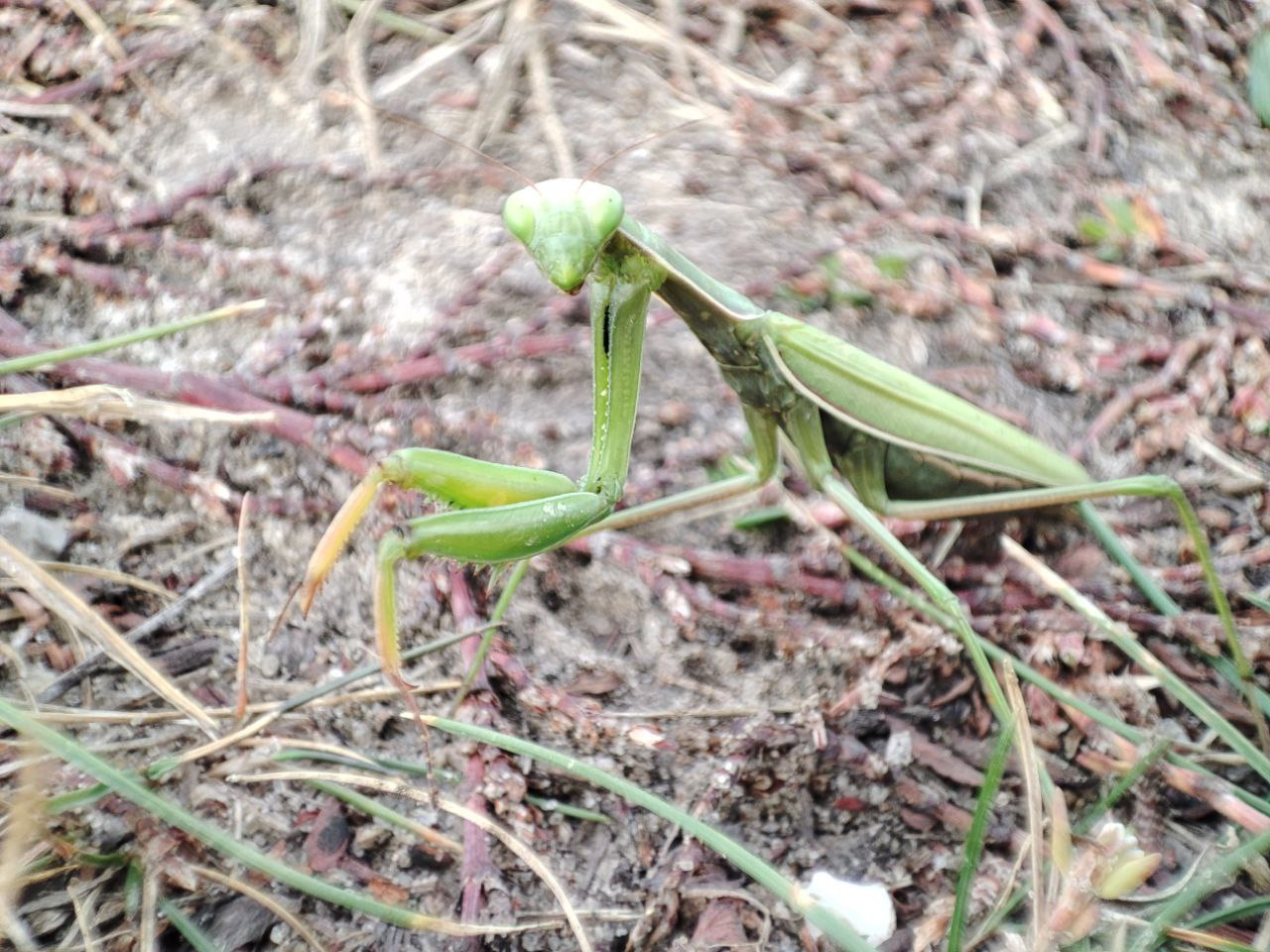

Село расположено в 100 км к юго-западу от Казани и в 5 км к западу от Больших Кайбиц. Рядом протекает река Бирля, которая впадает в Свиягу.

### Климат
Климат средне-континентальный.
По климатической классификации Кёппен-Гейгера код климата: Dfb. Среднегодовая температура воздуха 4,3 °C.

## История
Известно со второй половины XVII века.
В «Списке населенных мест по сведениям 1859 года», изданном в 1866 году, населённый пункт упомянут как казённая деревня Старые Ческаны (Чечкаби) 1-го стана Свияжского уезда Казанской губернии. Располагалась при речке Черпакоме, по просёлочному тракту из Тетюшского в Цивильский уезд, в 57 верстах от уездного города Свияжска и в 35 верстах от становой квартиры в казённом селе Кильдеево (Троицкое). В деревне, в 73 дворах проживали 508 человек (220 мужчин и 288 женщин), была мечеть.

## Население
| Год  | Численность                   |
| ---- | ----------------------------- |
| 1646 | 5 , только мужское население  |
| 1721 | 59 , только мужское население |
| 1744 | 62 , только мужское население |
| 1762 | 74 , только мужское население |
| 1795 | 325                           |
| 1834 | 309                           |
| 1858 | 463                           |
| 1900 | 999                           |
| 1908 | 1148                          |
| 1920 | 1009                          |
| 1923 | 519                           |
| 1926 | 726                           |
| 1928 | 819                           |
| 1941 | 984                           |
| 1957 | 901                           |
| 2000 | 486                           |
| 2010 | 442                           |
| 2011 | 459                           |

По переписи населения 2002 в селе проживают татары.
И. А.Износков в своей работе «Материалы о жителях и селениях Свияжского уезда в 1880 — 90 г.г.» писал, что в селе Старые Чекабы проживали 557 человек, из которых 268 мужчин и 289 женщин.
В 1877 году в 87 домах проживали 206 мужчин и 198 женщин.

## Известные уроженцы
Алкин Шайхулла Сибгатуллович — татарский писатель, политический и общественный деятель.

## Религия
По официальным документам датой основания мечети и махалли считается 1790 год. Эта мечеть стояла в овраге, так как тогда не разрешено было строить мечети в возвышенностях.
1833 году строится новая мечеть, здание которого стоит до сих пор, но уже не служит. В 1871 году она обновляется за счет пожертвований сельчан.
1937 году башня мечети была снесена большевиками, а здание служило домом культуры.
Сегодняшняя мечеть была построена и открыта 16 июля 1995 года на новом месте.

## Инфраструктура
- Чечкабская неполная средняя школа
- Чечкабский детский сад
- Дом культуры
- ФАП
- Библиотека
- Столовая

Железнодорожная станция Куланга расположена в 25 км от села. 

## Галерея

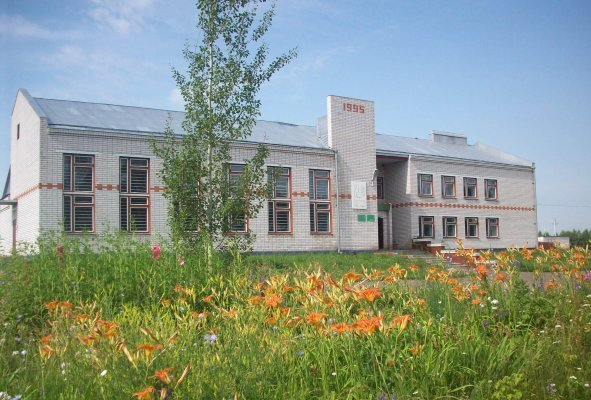
Чечкабская средняя школа (лето).
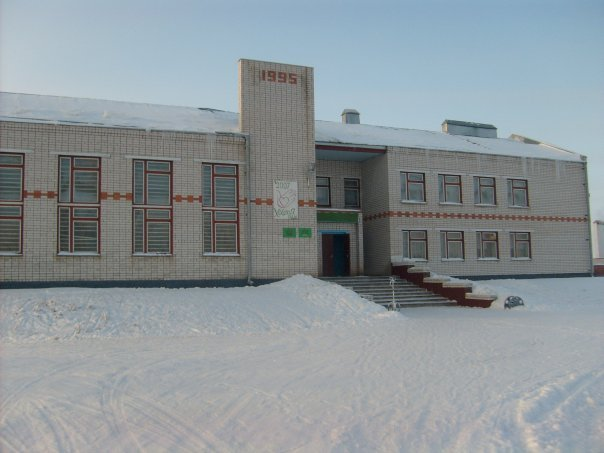
Чечкабская средняя школа (зима).
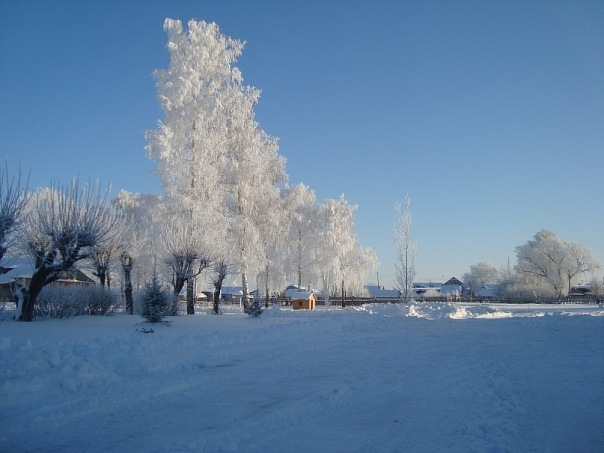
Школьный двор.
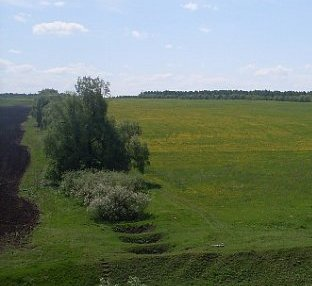
Казанский обвод около села.
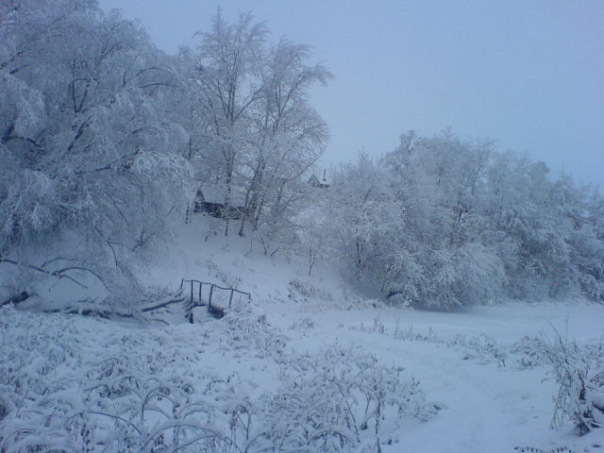
Зимний пейзаж села.
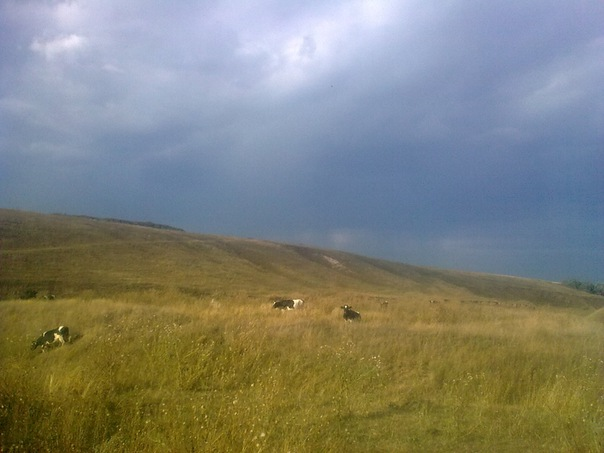
Уланово.
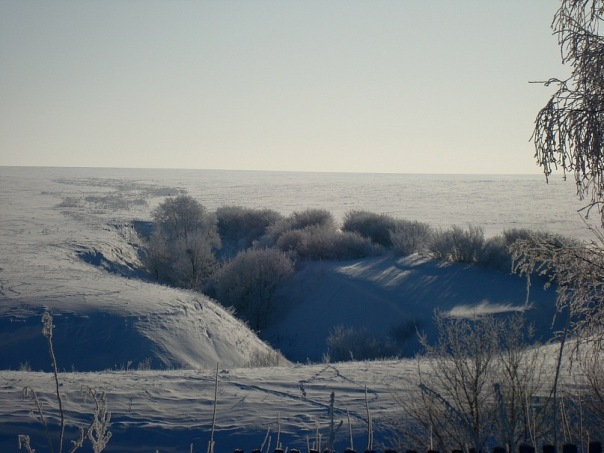
Обрыв Карама.
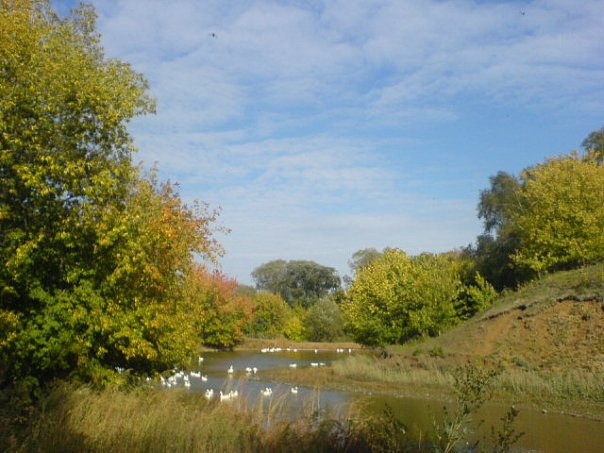
Пруд "Буа".
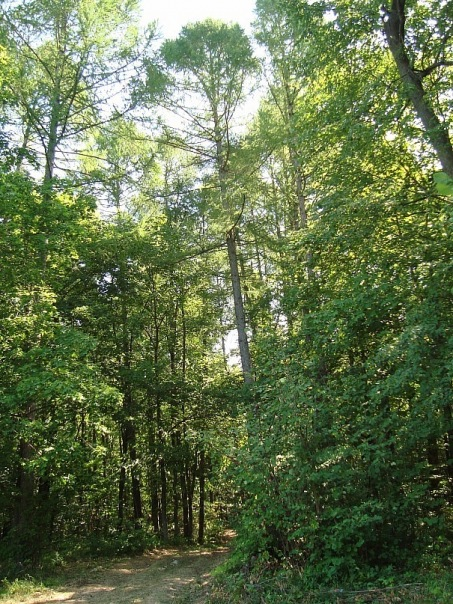
Лес Зирекле.
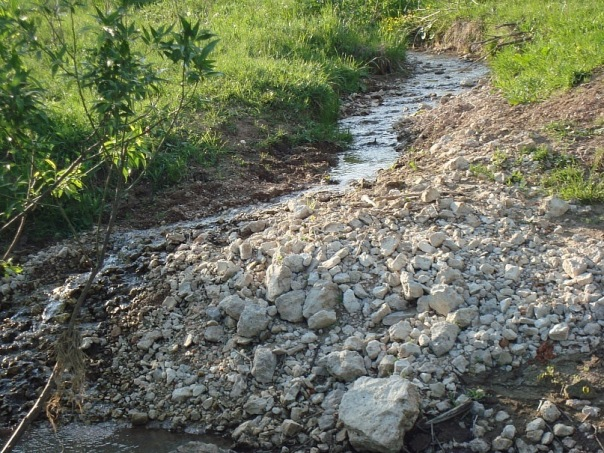
Родник Фрола.
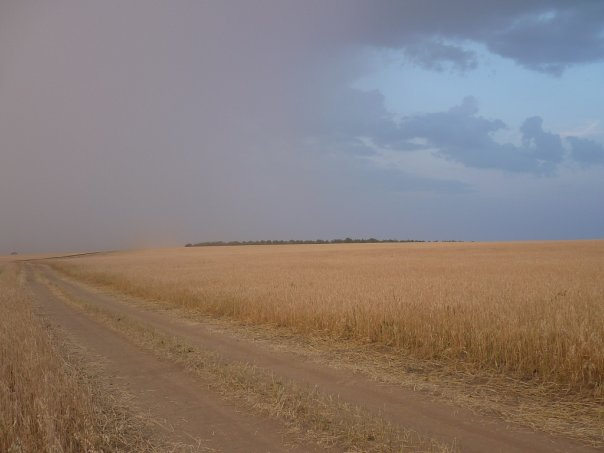
Поле.